# 安倍国道
安倍 国道（あべ の くにみち）は、鎌倉時代前期の貴族・陰陽師。安倍晴光の子。官位は正四位下・陰陽頭。

## 経歴
曽祖父である安倍晴道は、官職こそ陰陽権助に留まったものの、当代屈指の陰陽師として安倍氏の氏長者の地位を占めた実力者であった。その子孫も地位こそ振るわなかったものの、実力者を相次いで輩出して一族は「晴道党」と称されていた。
建久4年12月9日（1194年1月3日）、陰陽少允に任じられたのが記録上の初出（『玉葉』同日条）で翌年には主計助、建仁2年（1202年）には正五位下に叙された。早くから九条家に仕え、子・晴吉は承久元年（1219年）に鎌倉幕府の次期将軍として九条家の三寅（後の九条頼経）の護持陰陽師として三寅に随って鎌倉に下り、小侍所に配属されている。国道は翌承久2年（1220年）までに天文密奏宣旨を受けて陰陽権助に任ぜられていたことが知られている。
翌承久3年（1221年）、国道は鎌倉に下って陰陽権助在任のまま鎌倉幕府に仕える。この年、鎌倉幕府は承久の乱で勝利してその政治的地位を固めていた。その一方、三寅の将軍就任のための環境整備が進められており、国道は子・晴吉との交替する形で三寅への近侍のために鎌倉に下ったのである。同年11月3日には執権北条義時の夫人の出産に伴う移徙に際して勘文を提出している（『吾妻鏡』同日条）。国道は以後5年間にわたって鎌倉に滞在し、北条義時・泰時からも信任を受けて、元仁元年12月26日（1225年2月5日）には四角四境祭を行うために六連・小壺・稲村・山内を鎌倉の四境と定めている（『吾妻鏡』同日条）。
嘉禄2年（1226年）、国道は突如京都に帰還した。藤原定家の『明月記』（同年10月13日条）によれば、国道は天文博士の地位を望んだが叶えられず、反対に陰陽権助の地位を奪われるという風説を聞いたためであったという。寛喜2年（1230年）に陰陽頭兼権天文博士の安倍泰忠が辞任すると、陰陽助（正助）の賀茂在俊と陰陽頭の地位を争って敗れるが、陰陽助兼権天文博士に任ぜられて面目を保つ。寛喜3年（1231年）2月には陰陽博士就任を希望して失敗し、8月に賀茂在俊が陰陽頭を辞任すると再度陰陽頭就任を希望した。これに対して賀茂氏嫡流の賀茂在継は賀茂氏・安倍氏の人々に国道の陰陽頭就任に反対し、任命された場合には公事をボイコットする旨の起請文を呼びかけた。これには賀茂氏だけでなく、国道の強引な猟官に反発する安倍氏の人々の賛同をも得たが、九条道家の後押しを受けた国道が陰陽頭に任じられた。折しも、寛喜の飢饉に付随して発生した疫病で、国道に対抗できる熟練の陰陽師の多くが死亡したこと、先に死去した安倍泰忠の後継者争いで安倍氏嫡流が衰退したことも国道にとっての追い風になったと言われている。また、賀茂在俊らの過激な反対運動が却って人々の反感を買い、藤原定家も『明月記』（寛喜3年9月9日条）の中で彼らの行動を僧兵の強訴になぞらえて批判している。
こうして悲願の晴道党初の陰陽頭に就任した国道であったが、就任翌年の貞永元年（1234年）に急逝した。しかし、鎌倉において国道が行った様々な事例が鎌倉幕府における陰陽道・天文道の先例として重視されることになり、後の「鎌倉陰陽師」と呼ばれる鎌倉幕府に仕える陰陽師集団の基礎を築くことになった。

## 系譜
- 父：安倍晴光
- 母：不詳
- 妻：不詳
  - 男子：安倍晴吉
  - 男子：安倍晴継
  - 男子：安倍国継